# Ces enfants d'ailleurs (roman)
Pour les articles homonymes, voir Ces enfants d'ailleurs.
Ces enfants d'ailleurs est un livre en deux tomes écrit par Arlette Cousture. Le livre raconte l'histoire d'une famille polonaise pendant la Seconde Guerre mondiale.

## Résumé
Le livre est séparé en deux tomes : Même les oiseaux se sont tus (1992) et L'envol des tourterelles (1994).
Ils suivent pendant plus de cinquante ans des jeunes polonais qui fuient Cracovie  en 1939 vers le Canada.

## Adaptation
Les deux tomes sont adaptés à la télévision en 1997, dans une mini-série de deux saisons sous le même nom.